# Horst Bollmann
Horst Bollmann (11 de febrero de 1925 - 7 de julio de 2014) fue un actor de nacionalidad alemana.

## Biografía
Nacido en Dessau, Alemania, era hijo de un director administrativo. Se crio en Siegen y finalizó sus estudios de secundaria en 1943 en el Gymnasium Am Löhrtor. Finalizada la Segunda Guerra Mundial, entre 1946 y 1949 acudió a la renombrada Folkwang Hochschule im Ruhrgebiet en Essen, donde realizó su debut teatral. Posteriormente actuó en Mannheim y Berlín, y en 1959 fue contratado por Boleslaw Barlog para trabajar en el Staatliche Schauspielbühnen Berlin, de cuya compañía formó parte hasta el año 1988. A partir de ese año actuó como actor independiente. Además de ello Bollmann, que en 1970 había sido nombrado Staatsschauspieler de la ciudad de Berlín, también actuó en cabarets, y desempeñó algunos papeles teatrales bajo la dirección de Samuel Beckett en el Teatro Schiller, destacando su actuación en la obra de Beckett Endspiel. 
Desde 1960 Bollmann también trabajó en el cine y la televisión. Su primer papel importante fue el titular en el film de Bernhard Wicki Das Wunder des Malachias (1961). Bollmann se hizo famoso por encarnar a un inspector en Wie ein Blitz (1970), así como por su papel de Felix Unger, junto a Heinz Baumann, en la serie Felix und Oskar (1980), versión alemana de la obra teatral The Odd Couple, de Neil Simon. También actuó en un total de siete episodios de la serie criminal Tatort. Además, desde 1993 Bollmann participó en cuatro episodios de Das Traumschiff, actuando por última vez  para la televisión en el año 2002 en un episodio de la misma.
Bollmann también trabajó como actor radiofónico. Así, dio voz a Bilbo Beutlin en la adaptación de Westdeutscher Rundfunk de la obra de J. R. R. Tolkien El hobbit.
Horst Bollmann estuvo casado con su colega Hetty Jockenhöfer. El actor falleció el 7 de julio de 2014 en Berlín a causa de una larga enfermedad. Fue enterrado en el Cementerio III. Städtischer Friedhof Stubenrauchstraße en Berlín-Friedenau.

## Filmografía
- 1961 : Das Wunder des Malachias
- 1964 : Eiche und Angora (telefilm)
- 1965 : Es geschah in Berlin (serie TV), episodio Trickbetrüger Tubatzki
- 1966 : Auf der Lesebühne der Literarischen Illustrierten (serie TV), episodio Günter Eich: Träume
- 1966 : Das Millionending (serie TV), dos episodios
- 1967 : Jacobowsky und der Oberst (telefilm)
- 1967 : Die Transaktion (corto TV)
- 1967 : Siedlung Arkadien (telefilm)
- 1967 : Willst Du nicht das Lämmlein hüten? (telefilm)
- 1967 : Das ausgefüllte Leben des Alexander Dubronski (telefilm)
- 1968 : Der deutsche Meister (telefilm)
- 1968 : Der eiserne Henry (telefilm)
- 1968 : Die Geschichte von Vasco (telefilm)
- 1969 : Endspiel (telefilm)
- 1969 : Mister Barnett (telefilm)
- 1969 : Der Versager (telefilm)
- 1969 : Der Lauf des Bösen (telefilm)
- 1970 : Wie ein Blitz (miniserie TV)
- 1970 : Scheidung auf englisch (telefilm)
- 1971 : Das Ding an sich – und wie man es dreht (telefilm)
- 1971 : Die Theaterwerkstatt (serie TV)
- 1972 : Fisch zu viert (telefilm)
- 1973 : Plaza Fortuna (telefilm)
- 1973 : Black Coffee (telefilm)
- 1973 : Einladung zur Enthauptung (telefilm)
- 1974 : Zwischenstationen (serie TV), episodio Der Mann auf dem Dach
- 1974 : Tausend Francs Belohnung (telefilm)
- 1974 : Sonderdezernat K1 (serie TV), episodio Kein Feuer ohne Rauch
- 1975 : Jedermanns Weihnachtsbaum (telefilm)
- 1975 : Lehmanns letzter Lenz (telefilm)
- 1975 : Hundert Mark (serie TV)
- 1976 : Pariser Geschichten (serie TV)
- 1976 : Warten auf Godot (telefilm)
- 1977 : Sonderdezernat K1 (serie TV), episodio Der Stumme
- 1977 : David und Goliath (telefilm)
- 1977 : Heinrich Zille (telefilm)
- 1977 : Tatort (serie TV), episodio Das stille Geschäft
- 1978 : Ein Hut von ganz spezieller Art (telefilm)
- 1979 : Was wären wir ohne uns (miniserie TV)
- 1979 : Felix und Oskar (serie TV), 6 episodios
- 1979 : Tatort (serie TV), episodio Freund Gregor
- 1980 : Der Floh im Ohr (telefilm)
- 1981 : ’Ne scheene jejend is det hier (telefilm)
- 1982 : Väter (telefilm)
- 1983 : Tatort (serie TV), episodio Der Schläfer
- 1983 : Die Krimistunde (serie TV), episodio Auch große Männer können sterben
- 1984 : So lebten sie alle Tage (serie TV), 5 episodios
- 1984 : Manfred Krug: Krumme Touren (telefilm)
- 1984 : Heute und damals (telefilm)
- 1985 : Tatort (serie TV), episodio Baranskis Geschäft
- 1985 : Die Mitläufer
- 1985 : Die Krimistunde (serie TV)
- 1985 : Alte Gauner (serie TV), episodio Fifty-Fifty
- 1985 : Hautnah (telefilm)
- 1986 : Derrick (serie TV), episodio Schonzeit für Mörder
- 1987 : Wer erschoss Boro? (serie TV)
- 1987 : Ein Heim für Tiere (serie TV), episodio Neue Freunde
- 1987 : Derrick (serie TV), episodio Absoluter Wahnsinn
- 1988 : Tatort (serie TV), episodio Programmiert auf Mord
- 1988 : Abendstunde im Spätherbst (telefilm)
- 1988 : Die Schwarzwaldklinik (serie TV), episodio Die Rentnerinitiative
- 1989 : Alte Freundschaften (telefilm)
- 1989 : Tatort (serie TV), episodio  Bier vom Faß
- 1990 : Heidi und Erni (serie TV), episodio Pauschalen
- 1991 : Die Bank ist nicht geschädigt (telefilm)
- 1991 : Taxi nach Rathenow (telefilm)
- 1992 : Ein Fall für zwei (serie TV), episodio Schweigen ist Geld
- 1992 : Geheimakte Lenz (telefilm)
- 1993 : Liebe ist Privatsache (serie TV)
- 1993 : Das Traumschiff (serie TV), episodio Hongkong
- 1994 : Mutter, ich will nicht sterben! (telefilm)
- 1995 : Das Traumschiff (serie TV), episodio Mauritius
- 1995 : Flucht ins Paradies (miniserie TV)
- 1995 : Tatort (serie TV), episodio Endstation
- 1997 : Derrick (serie TV), episodio Die Nächte des Kaplans
- 1997 : Das Traumschiff (serie TV), episodio St. Lucia
- 1998 : Edgar Wallace – Whiteface (telefilm)
- 2002 : Singapur-Express – Geheimnis einer Liebe (telefilm)
- 2002 : Das Traumschiff (serie TV), episodio Thailand

## Radio (selección)
- 1980 : J. R. R. Tolkien: Der Hobbit, dirección de Heinz Dieter Köhler (Westdeutscher Rundfunk)
- 1991 : Edgar Hilsenrath: Das Märchen vom letzten Gedanken, dirección de Peter Groeger (Sender Freies Berlin/Hessischer Rundfunk)
- 1994 : John B. Keane: The Field, dirección de Robert Matejka (Mitteldeutscher Rundfunk)
- 1995 : Adolf Schröder: Der Trompetenspieler., dirección de Jörg Jannings (MDR)
- 1995 : Jürgen Ebertowski/Joy Markert: Esbeck und Mondrian, dirección de Peter Groeger (SFB)
- 1996 : Waleri Petrow: Die Zauberperle, dirección de Werner Buhss (MDR/Deutschlandradio)
- 1996 : Axel Hacke: Der Kleine König Dezember, dirección de Hartmut Kirste (Mitteldeutscher Rundfunk/Beyrischer Rundfunk)
- 1998 : Bruno Schulz: Wie Jakub, mein Vater, sich von uns wegverwandelte, dirección de Heinz von Cramer (HR)
- 1999 : Joseph Roth: Hiob, dirección de Robert Matejka (MDR)
- 2001 : Józef Ignacy Kraszewski: Gräfin Cosel, dirección de Walter Niklaus (MDR)
- 2004 : Heinz von Cramer: Jede Seite ist Anfang, jede Seite ist Ende oder Zustände wie im alten Rom, dirección de Heinz von Cramer (Norddeutscher Rundfunk)
- 2008 : Maraike Wittbrodt: Glücksbrief, dirección de Beatrix Ackers (Deutschlandradio Kultur)
- 2008 : Adolf Schröder: Mutter Hamburg, dirección de Heinz von Cramer (DKultur)
- 2009 : Gustave Akakpo: Die Aleppo-Beule, dirección de Beatrix Ackers (Saarländischer Rundfunk)

## Premios
- 1968 : Deutscher Kritikerpreis
- 1968 : Ninfa de Oro del Festival de Televisión de Montecarlo
- 1970 : Nombrado Staatsschauspieler de Berlín
- 2010 : Cruz de Caballero de la Orden del Mérito de la República Federal de Alemania